# UFC 1

## Retroscena
UFC 1 è stato co-creato da Rorion Gracie e dal promotore UFC di Torrance Art Davie, che ha deciso di prendere il famoso Gracie Garage Challenge combatte contro gli artisti marziali californiani a un nuovo livello, trasmesso in televisione a livello nazionale, con avversari scelti a livello internazionale.
Non hanno ideato un torneo da 16 uomini, poiché i grandi nomi degli artisti marziali, principalmente kickboxer, vale a dire Dennis Alexio, Benny Urquidez, Jean-Yves Thériault, Rick Roufus, Stan Longinidis, Maurice Smith, Bart Vale, Hee Il Cho , George Dillman, Gene LeBell, Rob Kaman, Peter Aerts, Ernesto Hoost, Masaaki Satake, furono tra gli altri "invitati pubblicamente" da Art Davie, ma non aveva mostrato alcun interesse a partecipare. Davie ha inserito annunci nelle riviste di arti marziali per reclutare combattenti. Ne trovò meno di una dozzina che risposero alla chiamata. I promotori hanno ideato un formato di torneo da otto giocatori, con il vincitore che riceveva $50.000.
Volevano che sembrasse brutale in televisione, così John Milius, uno degli studenti di Rorion Gracie e un veterano di Hollywood che aveva diretto Conan il Barbaro, decise che i combattimenti avrebbero dovuto svolgersi in una gabbia ottagonale recintata con maglie di catena. Campbell McLaren, un dirigente della SEG, voleva che le persone considerassero il campionato una versione televisiva dal vivo di Mortal Kombat, un popolare picchiaduro, in cui i combattenti vittoriosi dovevano "finire" i loro avversari attraverso mosse come strappare loro la spina dorsale dal corpo. Quello e l'idea di Davie di coprire la gabbia con filo spinato furono respinti. I promotori dell'UFC inizialmente hanno presentato l'evento come un torneo di videogiochi di combattimento nella vita reale simile a Mortal Kombat e Street Fighter.
Le norme generali concordate erano:
- Nessuna indagine antidoping.
- Senza esclusione di colpi.
- Nessun morso.
- Niente sguardi indiscreti.
- Non sono obbligatori guanti e uniforme da combattimento (gara a mani nude).
- Nessun punteggio dei giudici.
- Turni illimitati di cinque minuti con un minuto di riposo intermedio. (Modificato in nessun limite di tempo per UFC 2 poiché nessun incontro di UFC 1 durava cinque minuti.)[4][5]
- Knockout, tapout o arresto d'angolo (indicato dall'asciugamano) sono gli unici metodi di determinazione. L'arbitro poteva solo fermare la partita in attesa della decisione del calcio d'angolo.

La McNichols Sports Arena di Denver, ad un'altitudine di circa 1,6 km sopra il livello medio del mare, era stata scelta perché il Colorado non aveva una commissione atletica e quindi nessun organo di governo da cui avrebbero dovuto ottenere l'approvazione per i combattimenti a mani nude. L'arena aveva ospitato solo due incontri nella sua storia, entrambi di minore importanza, avvenuti all'inizio del 1993.
Il risultato più importante per i promotori è stato quello di riunire un team di commentatori di celebrità per l'evento. Il team di telecronisti per il pay-per-view era composto da Bill Wallace, Jim Brown e Kathy Long, con analisi aggiuntive di Rod Machado e interviste post-combattimento di Brian Kilmeade. L'annunciatore sul ring era Rich Goins.
Jason DeLucia era un sostituto per l'evento, avendo sconfitto Trent Jenkins nell'incontro alternativo. Tuttavia, poiché nessun combattente si è ritirato durante il torneo, non è stato convocato.

## Storia
Il torneo prevedeva combattimenti senza classi di peso, round o giudici. Le tre regole – non mordere, non cavare gli occhi e non sparare all’inguine – dovevano essere applicate solo con una multa di 1.500 dollari. L'incontro si è concluso solo con la sottomissione, il knockout o il getto della spugna all'angolo del combattente, anche se l'arbitro ha interrotto il primo combattimento a 26 secondi. I guanti erano ammessi, come ha dimostrato Art Jimmerson nel suo incontro dei quarti di finale contro Royce Gracie, in cui ha combattuto con un guantone da boxe.
Royce Gracie ha vinto il torneo sconfiggendo Gerard Gordeau per sottomissione a causa di uno strangolamento posteriore. Gli arbitri di UFC 1 erano João Alberto Barreto e Hélio Vigio, due arbitri veterani vale tudo dal Brasile.

## Risultati
- Eventuale ripescaggio nel torneo:  Jason Delucia contro  Trent Jenkins

Delucia sconfisse Jenkins per sottomissione (Rear-Naked Choke) a 0:52.
- Quarti di finale del torneo:  Ken Shamrock contro  Patrick Smith

Shamrock sconfisse Smith per sottomissione (heel hook) a 1:49.
- Quarti di finale del torneo:  Royce Gracie contro  Art Jimmerson

Gracie sconfisse Jimmerson per sottomissione (Arm-Triangle Choke) a 2:18.
- Quarti di finale del torneo:  Kevin Rosier contro  Zane Frazier

Rosier sconfisse Frazier per KO tecnico (pugni) a 4:20.
- Quarti di finale del torneo:  Gerard Gordeau contro  Teila Tuli

Gordeau sconfisse Tuli per KO tecnico (calcio alla testa) a 0:26.
- Semifinale del torneo:  Royce Gracie contro  Ken Shamrock

Gracie sconfisse Shamrock per sottomissione (Rear-Naked Choke) a 0:57.
- Semifinale del torneo:  Gerard Gordeau contro  Kevin Rosier

Gordeau sconfisse Rosier per KO tecnico (stop dall'angolo) a 0:59.
- Finale del torneo:  Royce Gracie contro  Gerard Gordeau

Gracie sconfisse Gordeau per sottomissione (Rear-Naked Choke) a 1:44 e vinse il torneo UFC 1.

## Significato culturale
L'evento e il suo esito hanno catapultato il Gracie Jiu-Jitsu (noto anche come jiu-jitsu brasiliano) a nuovi livelli negli Stati Uniti e in tutto il mondo. I suoi acquisti gate e pay-per-view hanno assicurato che ci sarebbero stati più UFC nel prossimo futuro, e così è stato. L'evento ha venduto quasi 90.000 acquisti live pay-per-view, oltre ad attirare nuovo pubblico attraverso videoteche video come Blockbuster Video.